# Acordul de la Potsdam
Acordul de la Potsdam sau Proclamația de la Potsdam a fost un acord asupra politicii de ocupație și reconstucție a Germaniei și a altor națiuni după încheierea luptelor celui de-al Doilea Război Mondial în Europa. Acordul a fost conceput și adoptat de principalele puteri victorioase – SUA, URSS și Regatul Unit – în timpul Conferinței de la Potsdam (numită în textul înțelegerii „Conferința de la Berlin”) din 17 iulie – 2 august 1945.
Participanții la conferință au fost liderii celor trei state – I. V. Stalin, Harry Truman, Winston Churchill și miniștri afacerilor externe ai celor trei guverne. După ce Churchill a pierdut alegerile generale din 1945, el a demisionat, iar locul lui a fost luat de noul premier,  Clement Attlee.
Acordul de la Potsdam a fost semnat la Palatul Cecilienhof, iar printre ziariști au fost prezenți John F. Kennedy și scriitorul rus Boris Polevoi.
În al doilea ducument adoptat în timpul conferinței, Declarația de la Potsdam, SUA, Regatul Unit și China au somat Japonia să capituleze, alternativa fiind completa distrugere. 
Înțelegerea cuprindea următoarele capitole, asupra cărora cele trei puteri căzuseră de acord: 
1. Înființarea unui Consiliu al Miniștrilor de Externe.
Vedeți și: Conferința de la Moscova a miniștrilor de externe
2. Principiile guvernării Germaniei în prima parte a perioadei de control 
Vedeți și: Comisia Consultativă Europeană și Comisia Aliată de Control
  - A. Principii politice.

Democratizare. Tratament aplicat Germaniei ca un singur subiect. Dezarmare și demilitarizare. Denazificare.
  - B Principii economice.

Reducerea sau distrugerea întregii industrii grele civile cu potențial militar precum industria constructoare de nave, de mașini-unelte sau de produse chimice. Restructurarea economiei germane și redirecționarea ei către agricultură și industria ușoară.
3. Reparații de război din partea Germaniei. 
Această secțiune se referea la reparațiile de război pretinse de Uniunea Sovietică din Germania Răsăriteană. Se stipula că 10% din capacitățile industriale ale zonelor occidentale de ocupație din Germania, care nu erau în mod stringent necesare economiei de pace a Germaniei, să fie transferate în URSS în termen de doi ani.
4. Transferul marinei militare și comerciale germane. 
Submarinele germane, cu excepția a 30 dintre ele, urmau să fie scufundate, iar restul marinei germane urma să fie împărțită în mod egal între cele trei puteri.
Navele marinei comerciale germane urmau să fie împărțite în mod egal între cele trei puteri, urmând ca, mai apoi, cei trei să distribuie o parte dintre ele altor aliați. Până la sfârșitul războiului cu Japonia, toate aceste vase urmau să rămână sub autoritatea comună a celor trei aliați.
5. Orașul Königsberg și regiunea înconjurătoare, (Prusia Răsăriteană, azi Regiunea Kaliningrad).
SUA și Regatul Unit declarau că vor sprijini transferul orașului Königsberg și a regiunii înconjurătoare către URSS în timpul conferinței de pace.

1. Criminalii de război
Paragraful acesta se referea la crearea viitorului Tribunal Internațional care avea să se ocupe de procesele de la Nürnberg.
2. Austria
Austria trebuia să plătească reparații de război. Modul de guvernare a Austriei urma să fie decis după ce forțele americane și britanice ar fi intrat în Viena.
3. Polonia
Vedeți și: Trădarea occidentală și Linia Oder-Neisse
Cele trei puteri aveau să recunoască un „Guvern de unitate națională”. Militarii polonezi care luptaseră în armata britanică urmau să fie liberi să se reîntoarcă în patrie. Frontierele occidentale provizorii urmau să fie stabilite pe linia Oder-Neisse,  părți ale Prusiei Răsăritene și fostul Oraș liber Danzig urmau să treacă sub administrație poloneză, dar delimitarea frontierei occidentale a Poloniei urma să se facă odată cu semnarea reglementărilor finale de pace. Acest lucru s-a întâmplat doar în 1990, după ratificarea Tratatului privind reglementarea definitivă cu privire la Germania.
4. Semnarea tratatelor de pace și admiterea în ONU. 
Se lua act de faptul că Italia luptase de partea Aliaților și că făcea progrese importante pe calea stabilirii unui guvern și a unor instituții democratice. Se afirma că după semnarea tratatului de pace, aliații aveau să sprijine cererea de admitere în ONU a unei Italii democrate.
Cele trei guverne au însărcinat Consiliul Miniștrilor de Externe să pregătească tratatele de pace cu Bulgaria, Finlanda, Ungaria și România. Tratatele de pace urmau să recunoască guvernele alese pe cale democratică în aceste state, iar cererile lor de admitere în cadrul ONU urmau să fie sprijinite. Cele trei guverne se angajau să examineze separat situația fiecărei țări din lista mai sus-amintită.
5. Tutela teritorială
Soarta fostelor colonii italiene urma să fie discutată în strânsă legătură cu preparativele pentru semnarea tratatului de pace cu Italia.
6. O procedură revizuită a Comisiei Aliate de Control pentru România, Bulgaria și Ungaria.
7. Transferul ordonat al populației germane
Vedeți și: Strămutarea germanilor după al doilea război mondial
Cele trei guverne recunoșteau că, după luarea în considerație a tuturor aspectelor, trebuiau întreprinse strămutări ale populației sau a elementelor germane  rămase în Polonia, Cehoslovacia și Ungaria. Cele trei guverne au căzut de acord că transferul de populație trebuie făcut în mod ordonat și în condiții omenoase.
Se cerea guvernelor cehoslovac, polonez și ungar să înainteze un termen estimativ al transferului germanilor și li se cerea să suspende orice expulzare până la stabilirea unei distribuții echitabile a acestor germani în cele patru zone de ocupație din Germania.
8. Echipamentul petrolier din România.
9. Iranul
Trupele aliate urmau să se retragă imediat din Teheran. Fazele următoare ale retragerii urmau să fie hotărâte la întâlnirea viitoare a Consiliului Miniștrilor de Externe.
10. Zona internațională a Tangerului.
Orașul Tanger și zona înconjurătoare urmau să primească statut de zonă internațională, iar situație lor urma să fie discutată mai târziu.
11. Strâmtorile Mării Negre.
Convenția de la Montreux cu privire al regimul strâmtorilor turcești trebuia revizuită împreună cu guvernul turc.
12. Apele internaționale interioare.
13. Conferința europeană cu privire la transportul continental.
14. Directive pentru comandanții militari ai Comisiei Militare de Control pentru Germania.
15. Proprietatea aliaților, trofeele și reparațiile de război. 
Detaliile erau date în Anexa II.
16. Convorbiri militare

- Anexa I
- Anexa II